# Hermann Ludwig (Filmeditor)
Hermann Ludwig (* 27. Juli 1911 in Rixdorf; † 22. Februar 1982 in Berlin) war ein deutscher Filmeditor und Produktionsleiter.

## Leben und Wirken
Der Sohn des Malers Hermann Ludwig und dessen Frau Agnes geb. Kostrzewa arbeitete zunächst von 1929 bis 1932 als Kameraassistent, ehe er den Beruf wechselte und ins Malergeschäft seines Vaters eintrat. 1940 wurde er zur Wehrmacht einberufen. Nach seiner Rückkehr als Kriegsversehrter fand er über Vermittlung seiner Schwester Alice Ludwig erneut Anschluss an die Filmwirtschaft, indem er bei Kriegsende an die Seite der erfahrenen Schnittmeisterin Elisabeth Neumann geholt wurde. Zusammen mit seiner Lehrmeisterin schnitt er im Auftrag der DEFA den reichsdeutschen Unterhaltungsfilm Eine reizende Familie, einen so genannten Überläufer aus der Zeit vor 1945. Nach einer weiteren Arbeit, diesmal unter der Patronage seiner Schwester bei dem auf realen Ereignissen beruhenden Zeitdrama Ehe im Schatten, schnitt Hermann Ludwig alleinverantwortlich Filme.
1950 ging er in die Bundesrepublik und setzte dort seine Karriere bei zum Teil sehr publikumswirksamen Heimatfilmen wie Grün ist die Heide, Die Mädels vom Immenhof und einigen Fernweh-Sehnsuchtsfilmen mit Freddy Quinn fort. Zu seinen späten Arbeiten gehören auch zwei Edgar-Wallace-Adaptionen Anfang der 1960er Jahre. Hermann Ludwig verstarb 1982 in seiner Wohnung in Berlin-Britz.

## Filmografie (komplett)
als Filmeditor, wenn nicht anders angegeben
- 1944/48: Eine reizende Familie
- 1947: Ehe im Schatten
- 1948: Grube Morgenrot
- 1949: Die blauen Schwerter
- 1949: … und wenn’s nur einer wär’ …
- 1950: Saure Wochen – frohe Feste
- 1951: Durch Dick und Dünn
- 1951: Grün ist die Heide
- 1952: Wenn abends die Heide träumt
- 1952: Mein Herz darfst Du nicht fragen
- 1953: Einmal kehr’ ich wieder
- 1954: Ännchen von Tharau
- 1954: Rittmeister Wronski
- 1955: Meine Kinder und ich
- 1955: Die Mädels vom Immenhof
- 1955: Ludwig II. (Produktionsleitung)
- 1955: Heldentum nach Ladenschluß
- 1956: Made in Germany
- 1956: Das Mädchen Marion
- 1956: Ich suche Dich (Produktionsleitung)
- 1956: Zärtliches Geheimnis
- 1957: Die verpfuschte Hochzeitsnacht
- 1958: Eine Reise ins Glück
- 1959: Der blaue Nachtfalter
- 1959: Freddy, die Gitarre und das Meer
- 1959: Freddy unter fremden Sternen
- 1959: Rommel ruft Kairo
- 1960: Freddy und die Melodie der Nacht
- 1960: Wilhelm Tell
- 1961: Der Fälscher von London
- 1961: Die seltsame Gräfin
- 1962: Das Feuerschiff
- 1962: Heinz Erhardt Festival (Fernsehserie)
- 1963: Die Wölfe (Produktionsleitung)
- 1963: Begegnung in Salzburg
- 1963: Stadtpark